# Leucochrysa (Leucochrysa) tavaresi
Leucochrysa (Leucochrysa) tavaresi is een insect uit de familie gaasvliegen (Chrysopidae), die tot de orde netvleugeligen (Neuroptera) behoort. De soort komt voor in Brazilië.